# Zygmunt Estreicher
Zygmunt Estreicher (ur. 3 grudnia 1917 we Fryburgu, zm. 11 września 1993 w Genewie) – polski etnomuzykolog.

## Życiorys
Syn chemika Tadeusza Estreichera. Urodził się we Fryburgu w Szwajcarii, skąd w 1919 roku wrócił z rodzicami do Krakowa. Uczęszczał do Gimnazjum im. Króla Jana III Sobieskiego i Gimnazjum im. Bartłomieja Nowodworskiego. Ukończył studia w Akademii Muzycznej w Krakowie. W latach 1937–1939 był uczniem Zdzisława Jachimeckiego na Uniwersytecie Jagiellońskim. Pracował dorywczo w Polskim Radio Kraków, 3 września 1939 roku jako speaker nadał ostatni komunikat krakowskiej radiostacji. Po przedostaniu się do Francji służył w dywizji grenadierów Polskich Sił Zbrojnych na Zachodzie. Po klęsce Francji przedostał się do Szwajcarii, gdzie został internowany.
Od 1940 roku przebywał na uniwersytecie we Fryburgu, w czasie studiów był dyrygentem chórów. W 1946 roku uzyskał stopień doktora na podstawie dysertacji Tanzgesänge der Rentier-Eskimos. W latach 1946–1948 i 1951 był bibliotekarzem, początkowo we Fryburgu, później w Neuchâtel. Od 1947 roku wykładał w konserwatorium w Neuchâtel, gdzie od 1948 kierował także działem muzyki pierwotnej w miejscowym muzeum. W 1951 roku uzyskał habilitację. Od 1957 do 1969 roku był profesorem uniwersytetu w Neuchâtel i kierownikiem uniwersyteckiej biblioteki. Od 1961 roku wykładał na uniwersytecie w Genewie, od 1969 roku był profesorem tej uczelni.
W swojej pracy naukowej zajmował się przede wszystkim kulturą muzyczną Eskimosów. Badał też muzykę afrykańskiego ludu Bororo, w latach 1959–1960 prowadził badania terenowe.